# Sougoulbe
 Sougoulbe  é uma comuna do Cercle de Tenenkou na Região Mopti do Mali. A principal aldeia está em Kora. Em  1998, a comuna tinha uma população de 7.365.